# Stazione di Coriano-Cerasolo
La stazione di Coriano-Cerasolo era situata lungo la linea ferroviaria a scartamento ridotto Rimini-San Marino, a servizio della frazione di Cerasolo, nel comune di Coriano, in provincia di Rimini.

## Storia
La fermata fu inaugurata insieme alla linea il 12 giugno 1932, e rimase attiva fino al 12 luglio 1944.
A causa degli ingenti danni provocati dai bombardamenti avvenuti durante la seconda guerra mondiale, né la stazione, né la linea stessa vennero più riattivate.

## Strutture e impianti
La fermata era dotata di un fabbricato viaggiatori.